# The Ultra Zone
The Ultra Zone je sólové studiové album amerického kytaristy Steva Vaie, vydané v roce 1999 u vydavatelství Epic Records. Skladba „Jibboom“ je věnována Steviemu Rayi Vaughanovi a „Frank“ pak Vaiovu dřívějšímu spoluhráči Franku Zappovi.

## Seznam skladeb
Autorem všech skladeb je Steve Vai.
| Pořadí | Název                                                              | Délka |
| ------ | ------------------------------------------------------------------ | ----- |
| 1.     | The Blood & Tears (instrumentální)                                 | 4:26  |
| 2.     | The Ultra Zone (instrumentální)                                    | 4:52  |
| 3.     | Oooo (instrumentální)                                              | 5:12  |
| 4.     | Frank (instrumentální)                                             | 5:09  |
| 5.     | Jibboom (instrumentální)                                           | 3:46  |
| 6.     | Voodoo Acid                                                        | 6:25  |
| 7.     | Windows to the Soul (instrumentální s krátkými mluvenými pasážemi) | 6:25  |
| 8.     | The Silent Within                                                  | 5:00  |
| 9.     | I'll Be Around                                                     | 4:57  |
| 10.    | Lucky Charms (instrumentální)                                      | 6:44  |
| 11.    | Fever Dream (instrumentální)                                       | 6:03  |
| 12.    | Here I Am                                                          | 4:12  |
| 13.    | Asian Sky                                                          | 5:34  |

## Obsazení
- Steve Vai – kytara, zpěv
- Koshi Inaba – zpěv
- Tak Matsumoto – kytara
- Mike Keneally – klávesy
- John Sergio – baskytara
- Philipp Bynoe – baskytara
- Bryan Beller – baskytara
- Gregg Bissonette – bicí
- Mike Mangini – bicí
- Robin DiMaggio – bicí
- Andy Cleaves – trubka
- Duane Benjamin – pozoun
- Niels Bye Nielsen – orchestrace